# Негрило, Василий Алексеевич
Василий Алексеевич Негрило (25 июня 1925, село Мачухи, Полтавская область — 18 февраля 1994, Отрадное) — участник Великой Отечественной войны, полный кавалер ордена Славы.

## Биография
В. А. Негрило родился 25 июня 1925 года в Полтавской области в крестьянской семье.
Окончил 7 классов школы, затем работал в колхозе.
Службу в Красной Армии начал в 1943 году, первый бой принял в марте 1944 года.
5 апреля 1944 года при отражении атаки противника уничтожил более 10 гитлеровцев. 13 апреля 1944 года был награждён орденом Славы 3 степени.
5 июля 1944 года, в операции по форсировании реки Турья на окраине города Ковеля ворвался в траншею противника, уничтожил около 10 фашистов и пулемёт. 31 июля 1944 года был награждён орденом Славы 2 степени.
2 октября 1944 года в боях под Варшавой ворвался в расположение неприятеля, уничтожил 5 гитлеровцев и вражескую огневую точку. 24 марта 1945 года был награждён орденом Славы 1 степени.
После войны Василий Негрило продолжал службу в армии.
В конце 50-х и начале 60-х годов проходил службу в Заполярье, в поселке Алакуртти, Кандалакшский р-н, Мурманской обл.
В 1962 году вступил в ряды КПСС.
Закончил службу в звании капитана, был уволен в запас в 1965 году.
Проживал в городе Отрадное, работал на мебельном комбинате.
Скончался 18 февраля 1994 года. Похоронен в городе Отрадное.

## Награды
- орден Славы 1 степени (№ 1606)[1]
- орден Славы 2 степени (№ 2591)[1]
- орден Славы 3 степени (№ 56006)[1]
- орден Отечественной войны 1 степени
- медали

## Память
- В мае 2010 года была установлена мемориальная доска в Отрадном[2].